# میدان گازی خانگیران
میدان گازی خانگیران، از میدان‌های گازی ایران است، که در فاصله ۲۵ کیلومتری شمال‌غربی سرخس و ۱۸۰ کیلومتری شمال‌شرقی مشهد، در منطقه خانگیران، در استان خراسان رضوی قرار دارد.
شرکت نفت و گاز شرق، که از زیرمجموعه‌های شرکت نفت مناطق مرکزی ایران است، مسئولیت توسعه و بهره‌برداری از میدان‌های هیدروکربوری این منطقه را بر عهده دارد.

## مخازن گازی
منطقه عملیاتی خانگیران، ۱۸۰ کیلومتری شمال شرق مشهد و ۲۵ کیلومتری شمال غربی شهر مرزی سرخس، در گستره‌ای به وسعت ۵۰ در ۷۰ کیلومتر مربع واقع شده‌است. هم‌اکنون تولید گاز از سه مخزن مزدوران، شوریجه، به حدود ۶۰ میلیون متر مکعب در روز رسیده‌است. خانگیران یکی از وسیعترین مناطق عملیاتی صنعت نفت ایران است به طوری که فاصله دو چاه در این منطقه به حدود ۶۰ کیلومتر می‌رسد.

### مخزن مُزدوران
این مخزن، در سال ۱۳۴۷ کشف گردید. پس از حفر چاه‌های بیشتر، و طراحی و ساخت تأسیسات تولید و پالایشگاه گاز شهید هاشمی‌نژاد، بهره‌برداری از آن، از زمستان ۱۳۶۲ آغاز گردید. در حال حاضر، ۳۲ چاه به سیستم بهره‌برداری از مخزن مزدوران متصل می‌باشند، که ۲ حلقه از آن‌ها، بعلت تولید آب سازند بالا تا رفع احتمالی اشکال، با تعمیر توسط دکل حفاری، از مدار تولید خارج شده‌اند. در زمستان سال ۱۳۸۹ از ۳۰ چاه تولیدی مخزن مزدوران، در مواقع نیاز شرکت ملی گاز ایران، تا ۴۸٫۵ میلیون مترمکعب در روز، بهره‌برداری بعمل آمده‌است.
گاز تولیدی منطقه خانگیران، پشتوانه اصلی تولید و تأمین گاز مصرفی در شرق ایران می‌باشد. گاز پُرفشار مخزن مزدوران، گاز ترش می‌باشد، که با دارا بودن ۳٫۵٪ درصد سولفور و ۶٫۵٪ درصد گاز کربنیک، گازی بسیار خورنده، برای چاه‌ها و تأسیسات و خطوط لوله بوده و با توجه به سمی بودن بالای گاز سولفید هیدروژن، آزادشدن آن در محیط نیز، بسیار خطرناک است.

### مخزن شوریجه بی
این مخزن، در سال ۱۳۴۷ کشف و بهره‌برداری از آن، از سال ۱۳۵۳ آغاز گردید. تولید گاز این مخزن، پس از نم‌زدایی در کارخانه ساخته شده در منطقه خانگیران، جهت گاز رسانی به شهر مشهد ارسال می‌گردد. در حال‌حاضر، از چهار چاه این مخزن، روزانه تا یک میلیون مترمکعب گاز تولید می‌شود. گاز این مخزن، شیرین بوده و میعانات گازی و گاز کربنیک آن، قدری بیشتر از مخزن شوریجه D است. ذخیره گاز قابل استحصال این مخزن ۱۶٫۱۶۴ میلیارد مترمکعب، برآورد شده‌است؛ که قریب ۷۲٪ درصد آن، تا پایان سال ۱۳۸۴ برداشت شده‌است.

### مخزن شوریجه دی
این مخزن، سال‌ها پس از کشف و بهره‌برداری از دو مخزن دیگر میدان گازی خان‌گیران، که عمیق‌تر نیز می‌باشند، در سال ۱۳۶۶ کشف و از همان سال، بهره‌برداری از آن آغاز گردید. گاز این مخزن، فاقد سولفید هیدروژن بوده و شیرین تلقی می‌شود.
گاز تولیدی، به علت دارا بودن قدری ناخالصی گاز کربنیک، تا حدودی خورنده خطوط لوله و تأسیسات است و لذا از تزریق مواد ضدخورندگی به چاه‌ها، جهت کنترل خوردگی استفاده می‌شود. میزان میعانات گازی تولیدی، در ظروف تفکیک اولیه، ۱۰ بشکه، به ازاء یک میلیون فوت مکعب گاز، می‌باشد. در حال حاضر، از ۵ حلقه چاه تولیدی از این مخزن، روزانه تا ۵ میلیون متر مکعب گاز، قابل تولید است.

## پالایشگاه خانگیران
پالایشگاه گاز خانگیران، سالانه ۱۶۴ میلیون لیتر مایعات از گاز (ترش و شیرین) به ارزش تقریبی یک تریلیون و ۳۵۰ میلیارد ریال تولید می‌کند، که از میزان میعانات گازی استحصال شده ۱۰۰ میلیون لیتر در واحد تقطیر پالایشگاه، به فرآورده‌هایی، چون: نفتا، گازوئیل، نفت سفید و حلال تبدیل شده می‌شود.
میزان تولید نفتا در این واحد ۴۳ میلیون و ۵۰۰ هزار لیتر، گازوئیل ۲۰ میلیون لیتر، نفت سفید ۱۰ هزار لیتر و حلال ۱۵ هزار لیتر می‌باشد. گازوئیل تولیدی شرکت پالایش و پخش خانگیران، برای عرضه در شبکه پخش فرآورده‌های نفتی خراسان رضوی و نفتای تولیدی نیز به عنوان خوراک، تحویل پتروشیمی شازند اراک و پتروشیمی بوعلی در ماهشهر می‌شود.
واحد تقطیر میعانات گازی یک واحد پالایش نفت کوچک در دل پالایشگاه خانگیران می‌باشد. این واحد توانایی دریافت ۳۷۸ هزار لیتر میعانات گازی در روز را دارد که این حجم از میعانات را به فرآورده‌هایی، با ارزش افزوده بالاتر مانند نفتا، گازوئیل و نفت سفید تبدیل می‌کند. واحد تقطیر این پالایشگاه، قابلیت دریافت کلیه مایعات استحصالی از گاز و تبدیل به مایعات نفتی، همچنین شیرین سازی میعانات گازی ترش و تبدیل به محصول با ارزش افزوده را دارا می‌باشد.